# TR35
TR35 ist der jährliche Nachwuchspreis der Technology Review, der deutschen Ausgabe der MIT Technology Review. Mit ihm kürt des Innovationsmagazin Forscher, Entwickler und Unternehmensgründer unter 35 Jahren, „deren Ideen unser Leben verändern werden“.

## Hintergrund
Geehrt wird ein konkretes Projekt, nicht die bisherige Lebensleistung. Die Bewerbung ist nur mit Experten-Empfehlung möglich. Kandidaten können aus allen technischen und naturwissenschaftlichen Bereichen stammen. Eine hochrangige Jury wählt die Preisträger aus. Die Gewinner sind gleichzeitig nominiert für die weltweite Liste der TR35, der 35 besten Innovatoren unter 35, veröffentlicht von der US-amerikanischen MIT Technology Review.

## Geschichte
Die Liste der besten deutschsprachigen Innovatoren unter 35 wird seit 2013 erstellt. Die internationale Liste existiert bereits seit 1999, zunächst als TR100, ab 2005 dann als TR35. Zu den Ausgezeichneten gehören unter anderem Larry Page und Sergey Brin (Gründer von Google), Linus Torvalds (Entwickler von Linux), Jonathan Ive (Designer des iMac, später dann des iPod und iPad) sowie Mark Zuckerberg (Facebook).
Weitere TR35 gibt es in Italien, Spanien, Frankreich und zahlreichen Ländern Südamerikas.